# Thank You (For Letting Us Be Ourselves)
Thank You (For Letting Us Be Ourselves) är det tredje albumet av hårdrocksbandet Hardcore Superstar, utgivet i september 2001. 
Shame släpptes som förstasingel, följt av dubbelsingeln Significant Other / Mother's Love.
Låttiteln They Are Not Even A New Bang Tango refererar till en nedlåtande formulering från en engelsk recensent.  

## Låtförteckning
1. That's My Life
2. Not Dancing, Wanna Know Why?
3. Shame
4. Just Another Score
5. Summer Season's Gone
6. Wimpy Sister
7. Do Me That Favor
8. Significant Other
9. Dear Old Fame
10. Smoke 'Em
11. Riding With The King
12. They Are Not Even A New Bang Tango
13. Mother's Love